# Sorbus velebitica
Sorbus velebitica är en rosväxtart som beskrevs av Karpati. Sorbus velebitica ingår i släktet oxlar, och familjen rosväxter. IUCN kategoriserar arten globalt som otillräckligt studerad. Inga underarter finns listade i Catalogue of Life.